# 2С7
2С7 «Пион» (индекс ГАБТУ — объект 216) — советская 203-мм самоходная пушка большой мощности.
Разработана на Кировском заводе в Ленинграде. Главный конструктор шасси — Николай Попов, 203-мм нарезной пушки 2А44 — Георгий Сергеев.
2С7 «Пион» предназначен для подавления тылов, уничтожения особо важных объектов и средств ядерного нападения в тактической глубине на расстоянии до 47 км. После модернизации получен новый индекс 2С7М «Малка» (модернизированы шасси — 216М с дизелем В-84Б, системы наведения и заряжания), в литературе встречается название «Пион-М».

## История создания
29 августа 1949 года была испытана первая советская атомная бомба: ядерным оружием стали обладать обе противоборствующие группировки (НАТО во главе с США и Организация Варшавского договора во главе с СССР). С наращиванием обеими сторонами конфликта стратегических ядерных вооружений стало очевидно, что тотальная ядерная война маловероятна и бессмысленна. Актуальной стала теория «ограниченной ядерной войны» с ограниченным применением тактического ядерного оружия. В начале 1950-х годов перед руководителями противоборствующих сторон возникла проблема доставки его боеприпасов. Основными средствами доставки для авиабомб являлись стратегические бомбардировщики B-29 с американской стороны и Ту-4 с советской; они не могли эффективно наносить удары по передовым позициям войск противника. В качестве наиболее подходящих средств рассматривались корпусные и дивизионные артиллерийские системы, тактические ракетные комплексы и безоткатные орудия. Первыми советскими артиллерийскими системами, вооружёнными ядерными боевыми припасами, стали самоходный миномёт 2Б1 и самоходная пушка 2А3, однако эти системы были громоздкими и не могли обеспечить требования по высокой мобильности. С началом бурного развития ракетного вооружения в СССР работы над большинством образцов классической артиллерии по указанию Никиты Хрущёва были прекращены.
После смещения Хрущёва с должности первого секретаря ЦК КПСС работы по артиллерийской тематике были возобновлены. К весне 1967 года был выполнен аванпроект новой сверхмощной самоходной артиллерийской установки (САУ) на базе танка «Объект 434» и деревянный макет в натуральную величину. Проект представлял собой САУ закрытого типа с рубочной установкой орудия конструкции ОКБ-2. Макет получил негативные отзывы от представителей Минобороны СССР, однако предложение о создании САУ особой мощности заинтересовало Министерство обороны СССР, и 16 декабря 1967 года приказом № 801 Министерства оборонной промышленности была начата научно-исследовательская работа по определению облика и базовых характеристик новой САУ.
| Таблица ТТХ баллистических решений, предложенных к использованию в 2С7 |      |      |      |
| Баллистика орудия                                                      | С-72 | С-23 | МУ-1 |
| Калибр орудия, мм                                                      | 210  | 180  | 180  |
| Масса снаряда, кг                                                      | 133  | 88   | 97,5 |
| Максимальная дальность ОФС, км                                         | 35   | 30   | 30   |
| Максимальная дальность АР ОФС, км                                      | 50   | 45   |      |

Основным требованием, выдвинутым к новой САУ, была максимальная дальность стрельбы — не менее 25 км. Выбор оптимального калибра орудия по указанию ГРАУ выполняла Артиллерийская академия имени М. И. Калинина. В ходе работ были рассмотрены различные имевшиеся на вооружении и разработанные артиллерийские системы. Основными были 210-мм пушка С-72, 180-мм пушка С-23 и 180-мм береговая пушка МУ-1. По заключению Ленинградской артиллерийской академии, наиболее подходящим было признано баллистическое решение 210-мм пушки С-72. Однако, несмотря на это, завод «Баррикады» для обеспечения преемственности технологий изготовления уже разработанных орудий Б-4 и Б-4М предложил уменьшить калибр с 210 до 203 мм. Такое предложение получило одобрение в ГРАУ.
Одновременно с выбором калибра велись работы и по выбору шасси и компоновочной схемы для будущей САУ. Одним из вариантов было шасси многоцелевого тягача МТ-Т, выполненного на базе основного танка Т-64А. Такой вариант получил обозначение «Объект 429А». Прорабатывался также вариант на базе тяжёлого танка Т-10, получивший обозначение «216.сп1». По результатам работы выяснилось, что оптимальной будет открытая установка орудия, при этом для размещения нового орудия не подходит ни один из существующих типов шасси, вследствие высокой силы сопротивления откату в 135 тс при стрельбе. Поэтому было принято решение разрабатывать новую ходовую часть с максимально возможной унификацией по узлам с имевшимися на вооружении ВС СССР танками. Полученные проработки легли в основу ОКР под наименованием «Пион» (индекс ГРАУ — 2С7). «Пион» должен был поступить на вооружение дивизионов артиллерии резерва Верховного Главнокомандования для замены 203-мм буксируемых гаубиц Б-4 и Б-4М.
Официально работы по новой САУ особой мощности были утверждены 8 июля 1970 года постановлением ЦК КПСС и Совета министров СССР № 427-161. Головным разработчиком 2С7 был назначен Кировский завод, пушка 2А44 проектировалась в ОКБ-3 волгоградского завода «Баррикады». 1 марта 1971 года были выданы, а к 1973 году утверждены тактико-технические требования на новую САУ. Согласно заданию, самоходная пушка 2С7 должна была обеспечивать безрикошетную дальность стрельбы от 8,5 до 35 км осколочно-фугасным снарядом массой 110 кг, при этом должна была обеспечиваться возможность стрельбы ядерным выстрелом 3ВБ2, предназначенным для 203-мм гаубицы Б-4М. Скорость движения по шоссе должна была быть не менее 50 км/ч.
Новое шасси с кормовой установкой орудия получило обозначение «216.сп2». В период с 1973 по 1974 год два опытных образца САУ 2С7 были изготовлены и направлены на испытания. Первый образец проходил ходовые испытания на полигоне Струги Красные. Второй образец проходил испытания стрельбой, однако выполнить требования по дальности стрельбы не смог. Проблема была решена подбором оптимального состава порохового заряда и типа выстрела. В 1975 году система «Пион» была принята на вооружение Советской армии. В 1977 году во Всесоюзном научно-исследовательском институте технической физики для САУ 2С7 были разработаны и поступили на вооружение ядерные боеприпасы.

## Серийное производство и модификации
|                                           | 2С7    | 2С7М  |
| ----------------------------------------- | ------ | ----- |
| Начало серийного производства             | 1975   | 1986  |
| Боевая масса, т                           | 45     | 46,5  |
| Экипаж, чел.                              | 7      | 6     |
| Индекс орудия                             | 2А44   | 2А44  |
| Возимый боезапас, выстр.                  | 4      | 8     |
| Максимальная скорострельность, выстр/мин  | 1,5    | 2,5   |
| Режимная скорострельность, выстр/час      | 40     | 50    |
| Время перевода в боевое положение, мин.   | 10     | 7     |
| Время перевода в походное положение, мин. | 10     | 3—5   |
| Марка двигателя                           | В-46-1 | В-84Б |
| Мощность двигателя, л. с.                 | 780    | 840   |
| Удельная мощность, л. с./т                | 17,25  | 18    |
| Радиостанция                              | Р-123М | Р-173 |
| Аппаратура внутренней связи               | 1В116  | 1В116 |

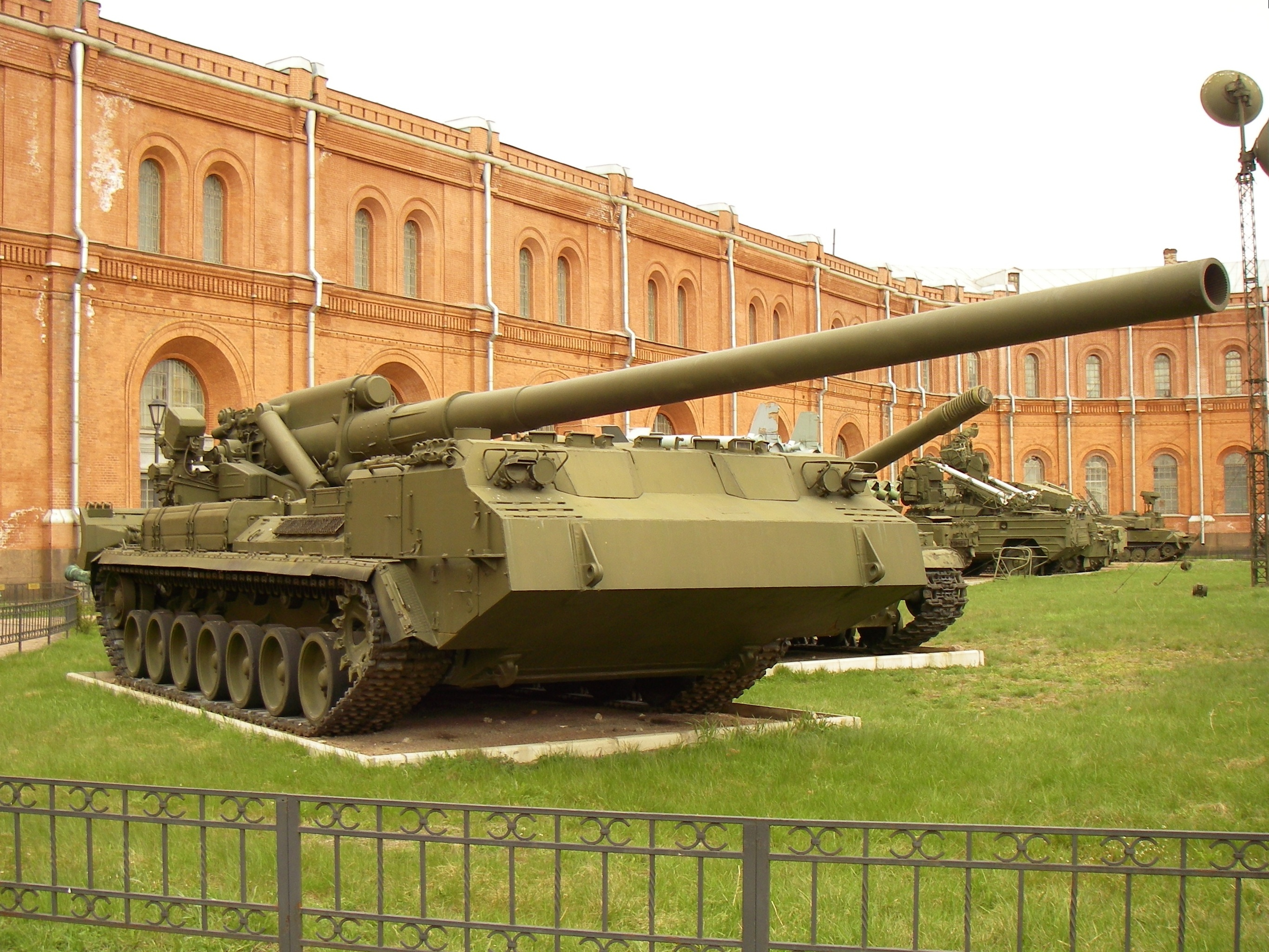
Самоходная пушка 2С7 в Санкт-Петербургском артиллерийском музее

Серийное производство САУ 2С7 было развёрнуто в 1975 году на ленинградском Кировском заводе. Изготовлением пушки 2А44 занимался волгоградский завод «Баррикады». Производство 2С7 продолжалось вплоть до распада СССР. В 1990 году в Советские войска была передана последняя партия из 66 машин 2С7М. По состоянию на 1990 год стоимость одной самоходной артиллерийской установки 2С7 составляла 521 527 рублей. Всего за 16 лет производства было выпущено более 500 единиц 2С7 различных модификаций.
В 1980-е годы назрела необходимость модернизации САУ 2С7. Поэтому была открыта опытно-конструкторская работа под шифром «Малка» (индекс ГРАУ — 2С7М). Вместо двигателя В-46-1 на «Малке» был установлен новый двигатель, В-84Б, отличавшийся от используемого в танке Т-72 особенностями компоновки двигателя в моторно-трансмиссионном отделении. Благодаря новому двигателю САУ могла заправляться не только дизельным топливом, но также керосином и бензином. Модернизации подверглась и ходовая часть машины. В феврале 1985 года САУ с новой силовой установкой и модернизированной ходовой частью подверглась испытаниям. По результатам модернизации ресурс мотопробега САУ был увеличен до 8000—10 000 км. Для приёма и отображения информации с машины старшего офицера батареи места наводчика и командира были оборудованы цифровыми индикаторами с автоматическим приёмом данных, что позволило сократить время перевода машины из походного в боевое положение и обратно. Благодаря изменённой конструкции укладок возимый боекомплект был увеличен до 8 выстрелов. Новый механизм заряжания позволил осуществлять заряжание орудия при любых углах вертикальной наводки. Таким образом скорострельность была увеличена в 1,6 раза (до 2,5 выстрелов в минуту), а режим огня — в 1,25 раза. Для слежения за важными подсистемами в САУ была установлена аппаратура регламентного контроля, осуществлявшая непрерывный мониторинг узлов вооружения, двигателя, гидросистемы и энергоагрегатов. Серийное производство САУ 2С7М было начато в 1986 году. Кроме того, экипаж машины был уменьшен до шести человек.
В конце 1970-х годов на базе пушки 2А44 был разработан проект корабельной артиллерийской установки под шифром «Пион-М». Теоретическая масса артиллерийской установки без боекомплекта составила 65—70 тонн. Боекомплект должен был составлять 75 выстрелов, а скорострельность до 1,5 выстрелов в минуту. Артиллерийскую установку «Пион-М» предполагалось устанавливать на корабли проекта 956 типа «Современный». Однако, из-за принципиального несогласия руководства ВМФ с использованием крупного калибра, дальше проекта работы по артиллерийской установке «Пион-М» не продвинулись.

## Описание конструкции

### Броневой корпус
Самоходная пушка 2С7 «Пион» выполнена по безбашенной схеме с открытой установкой орудия в кормовой части САУ. В состав экипажа входят 7 (в модернизированном варианте 6) человек. На марше все члены экипажа размещены в корпусе САУ. Корпус разделён на четыре отделения. В передней части находится отделение управления с местом командира, механика-водителя и место для одного из членов расчёта. За отделением управления находится моторно-трансмиссионный отсек с двигателем. За моторно-трансмиссионным отсеком находится отделение расчёта, в котором расположены укладки со снарядами, место наводчика по походному и места для 3 (в модернизированном варианте 2) членов расчёта. В кормовом отделении находится откидная плита-сошник с гидравлическими приводами и само орудие САУ. Корпус 2С7 выполнен из двухслойной противопульной брони с толщиной наружных листов 13 мм, а внутренних — 8 мм. Расчёт, находясь внутри САУ, защищён от последствий применения оружия массового поражения — корпус ослабляет действие проникающей радиации в три раза. Заряжание главного орудия при работе САУ осуществляется с грунта или с грузовика с помощью специального подъёмного механизма, установленного на платформе, с правой стороны относительно основного орудия (лоток лафета-автопогрузчика раскрывается над правой гусеницей тягача). Заряжающий при этом находится слева от орудия, управляя процессом с помощью пульта управления.

### Вооружение

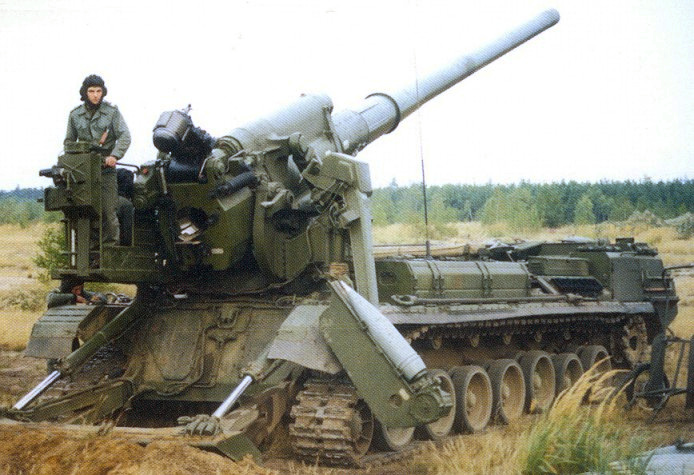
САУ 2С7 в боевом положении

Основным вооружением является 203-мм пушка 2А44, обладающая максимальной скорострельностью 1,5 выстрела в минуту (на модернизированном варианте до 2,5 выстрелов в минуту). Ствол орудия представляет собой свободную трубу, соединённую с казёнником. В казённике расположен поршневой затвор. Ствол орудия и противооткатные устройства размещаются в люльке качающейся части. Качающаяся часть закреплена на верхнем станке, который установлен на оси и закреплён намётками. Противооткатные устройства состоят из гидравлического тормоза отката и двух пневматических накатников, расположенных симметрично относительно канала ствола. Такая схема противооткатных устройств позволяет надёжно удерживать откатные части орудия в крайнем положении до производства выстрела при любых углах вертикального наведения орудия. Длина отката при выстреле достигает 1400 мм. Подъёмный и поворотный механизмы секторного типа, обеспечивают наведение орудия в диапазоне углов от 0 до +60° по вертикали и от −15 до +15° по горизонту. Наведение может осуществляться как гидравлическими приводами, питающимися от насосной станции САУ 2С7, так и с помощью ручных приводов. Пневматический уравновешивающий механизм служит для компенсации момента неуравновешенности качающейся части орудия. Для облегчения работы членов расчёта САУ оборудована механизмом заряжания, обеспечивающим подачу выстрелов на линию заряжания и досылку их в камору орудия.
Откидная опорная плита, размещённая в корме корпуса, передаёт усилия выстрела на грунт, обеспечивая большую устойчивость САУ. На заряде № 3 «Пион» мог вести стрельбу прямой наводкой без установки сошника. Возимый боекомплект самоходной пушки «Пион» составляет 4 выстрела (для модернизированного варианта 8), в приданой к САУ транспортной машине перевозится основной боекомплект из 40 выстрелов. В основной боекомплект входят осколочно-фугасные снаряды 3ОФ43, кроме того могут использоваться кассетные снаряды 3-О-14, бетонобойные и ядерные боеприпасы. Дополнительно САУ 2С7 оснащается 12,7-мм зенитным пулемётом НСВТ и переносными зенитными ракетными комплексами 9К32 «Стрела-2».
Применяемые боеприпасы
| Номенклатура боеприпасов    |                |               |                   |              |                  |                                 |                                     |
| Индекс выстрела             | Индекс снаряда | Индекс заряда | Масса снаряда, кг | Масса ВВ, кг | Масса заряда, кг | Начальная скорость снаряда, м/с | Максимальная дальность стрельбы, км |
| Бетонобойные                |                |               |                   |              |                  |                                 |                                     |
| 3ВГ11                       |                |               |                   |              |                  |                                 |                                     |
| Кассетные                   |                |               |                   |              |                  |                                 |                                     |
| 3ВО15                       | 3-О-14         | 4-з-2         | 110               | 24×0,23      | 43,2             |                                 | 30,4                                |
| 3ВО16                       | 3-О-14         | 4-з-3         | 110               | 24×0,23      | 25               |                                 | 13                                  |
| Осколочно-фугасные          |                |               |                   |              |                  |                                 |                                     |
| 3ВОФ34                      | 3ОФ43          | 4-з-2         | 110               | 17,8         | 43,2             | 960                             | 37,4                                |
| 3ВОФ35 (активно-реактивный) | 3ОФ44          | 4-з-2         | 102               | 13,32        | 43,2             |                                 | 47,5                                |
| 3ВОФ42                      | 3ОФ43          | 4-з-3         | 110               | 17,8         | 25               |                                 | 25,4                                |
| Ядерные                     |                |               |                   |              |                  |                                 |                                     |
| «Клещевина»                 |                |               |                   |              |                  |                                 |                                     |
| «Саженец»                   |                |               |                   |              |                  |                                 |                                     |
| «Перфоратор»                |                |               |                   |              |                  |                                 |                                     |
| Учебные                     |                |               |                   |              |                  |                                 |                                     |
| Холостой                    | —              | 4Х47          | —                 | —            | 17,5             | —                               | —                                   |

### Средства наблюдения и связи
Для наведения орудия место наводчика оборудовано артиллерийским панорамным прицелом ПГ-1М для стрельбы с закрытых огневых позиций и прицелом прямой наводки ОП4М-99А для ведения огня по наблюдаемым целям. Для наблюдения за местностью отделение управления оборудовано семью призменными перископическими приборами наблюдения ТНПО-160, ещё два прибора ТНПО-160 установлены в крышках люков отделения расчёта. Для работы в ночных условиях часть приборов ТНПО-160 может быть заменена приборами ночного видения ТВНЕ-4Б.
Внешняя радиосвязь поддерживается радиостанцией Р-123М. Радиостанция работает в УКВ-диапазоне и обеспечивает устойчивую связь с однотипными станциями на расстоянии до 28 км в зависимости от высоты антенны обеих радиостанций. Переговоры между членами экипажа осуществляются через аппаратуру внутренней связи 1В116.

### Двигатель и трансмиссия

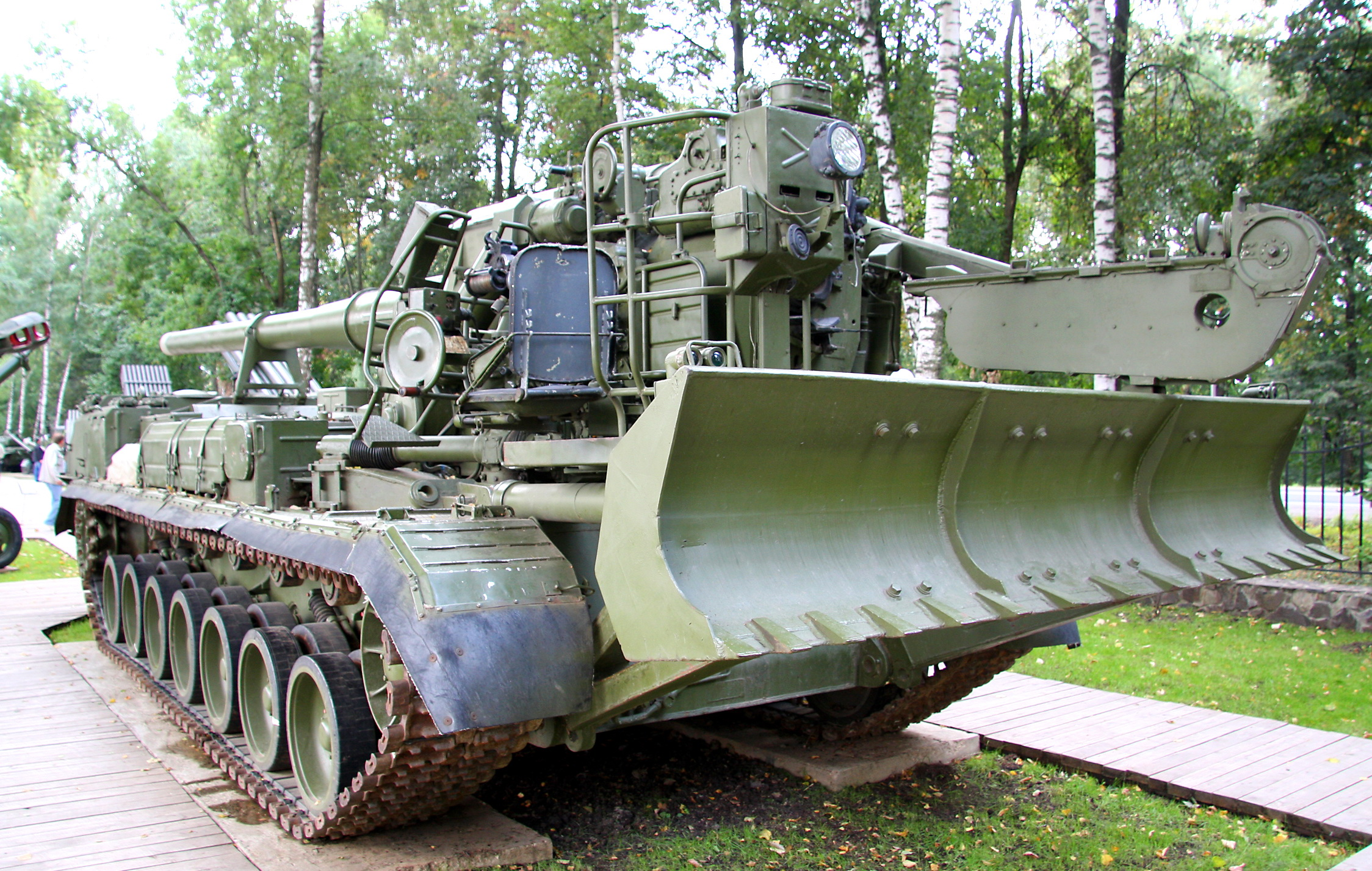
Опорный сошник САУ 2С7 в походном положении

В качестве силовой установки в 2С7 использовался V-образный 12-цилиндровый четырёхтактный дизельный двигатель В-46-1 жидкостного охлаждения с наддувом мощностью 780 л.с. Дизельный двигатель В-46-1 был создан на базе двигателя В-46, устанавливаемого на танки Т-72. Отличительными особенностями В-46-1 являлись небольшие компоновочные изменения, связанные с его адаптацией под установку в моторно-трансмиссионное отделение САУ 2С7. Из основных отличий было изменённое местоположение вала отбора мощности. Для облегчения запуска двигателя в зимних условиях в моторно-трансмиссионном отделении установлена система подогрева, разработанная на базе аналогичной системы тяжёлого танка Т-10М. В ходе модернизации на САУ 2С7М силовая установка была заменена на многотопливный дизельный двигатель В-84Б мощностью 840 л.с. Трансмиссия механическая, с гидравлическим управлением и планетарным механизмом поворота. Имеет семь передних и одну заднюю передачи. Крутящий момент двигателя передаётся через конический редуктор с передаточным числом 0,682 на две бортовые коробки передач.

### Ходовая часть
Ходовая часть 2С7 выполнена на базе основного танка Т-80 и состоит из семи пар сдвоенных обрезиненных опорных и шести пар одинарных поддерживающих катков. В задней части машины находятся направляющие колёса, в передней — ведущие. В боевом положении направляющие колёса опускаются на грунт для придания САУ большей устойчивости к нагрузкам при стрельбе. Опускание и поднятие осуществляется с помощью двух гидроцилиндров, закреплённых по осям колёс. Подвеска 2С7 — индивидуальная торсионная с гидравлическими амортизаторами.

### Специальное оборудование
Подготовка позиции для стрельбы осуществлялась с помощью сошника в кормовой части САУ. Подъём и опускание сошника осуществлялись с помощью двух гидравлических домкратов. Дополнительно самоходная пушка 2С7 была оборудована дизельным генератором 9Р4-6У2 мощностью 24 л.с. Дизельный генератор был предназначен для обеспечения работы основного насоса гидравлической системы САУ во время стоянки, когда двигатель машины был выключен.

## Машины на базе
В 1969 году в тульском НИЭМИ по постановлению ЦК КПСС и Совета министров СССР от 27 мая 1969 года были начаты работы по созданию новой зенитно-ракетной системы С-300В фронтового звена. Исследования, проведённые в НИЭМИ совместно с ленинградским ВНИИ-100 показали, что подходящее по грузоподъёмности, внутренним габаритам и проходимости шасси отсутствовало. Поэтому КБ-3 Кировского завода было выдано задание на разработку нового унифицированного гусеничного шасси. К разработке предъявлялись следующие требования: полная масса — не более 48 тонн, грузоподъёмность — 20 тонн, обеспечение работы оборудования и экипажа в условиях применения оружия массового поражения, высокая манёвренность и проходимость. Шасси проектировалось практически одновременно с самоходной установкой 2С7 и было с ней максимально унифицировано. К основным отличиям относится заднее расположение моторно-трансмиссионого отделения и ведущих колёс гусеничного движителя. В результате проведённых работ были созданы следующие модификации универсального шасси:
1. «Объект 830» — для самоходной пусковой установки 9А83;
2. «Объект 831» — для самоходной пусковой установки 9А82;
3. «Объект 832» — для радиолокационной станции 9С15;
4. «Объект 833» — в базовом исполнении: для многоканальной станции наведения ракет 9С32; в исполнении «833-01» — для радиолокационной станции 9С19;
5. «Объект 834» — для командного пункта 9С457;
6. «Объект 835» — для пуско-заряжающих установок 9А84 и 9А85.

Изготовление опытных образцов универсальных шасси производил Кировский завод. Серийное производство было передано на Липецкий тракторный завод.
В 1997 году по заказу инженерных войск России была разработана быстроходная траншейная машина БТМ-4М «Тундра» для рытья траншей и канав, в том числе и в мёрзлом грунте.
После распада Советского Союза в России резко сократилось финансирование вооружённых сил, а военную технику практически перестали закупать. В этих условиях на Кировском заводе была проведена программа конверсии военной техники, в рамках которой на базе САУ 2С7 были разработаны и начали производиться машины гражданского машиностроения. В 1994 году был разработан высокомобильный кран СГК-80, а через четыре года появился его модернизированный вариант — СГК-80Р. Краны обладали массой 65 тонн и грузоподъёмностью до 80 тонн. По заказу департамента безопасности движения и экологии МПС России в 2004 году были разработаны самоходные гусеничные машины СМ-100, предназначенные для ликвидации последствий сходов подвижного состава с рельсов, а также для проведения аварийно-спасательных работ после катастроф природного и техногенного характера.

## Операторы

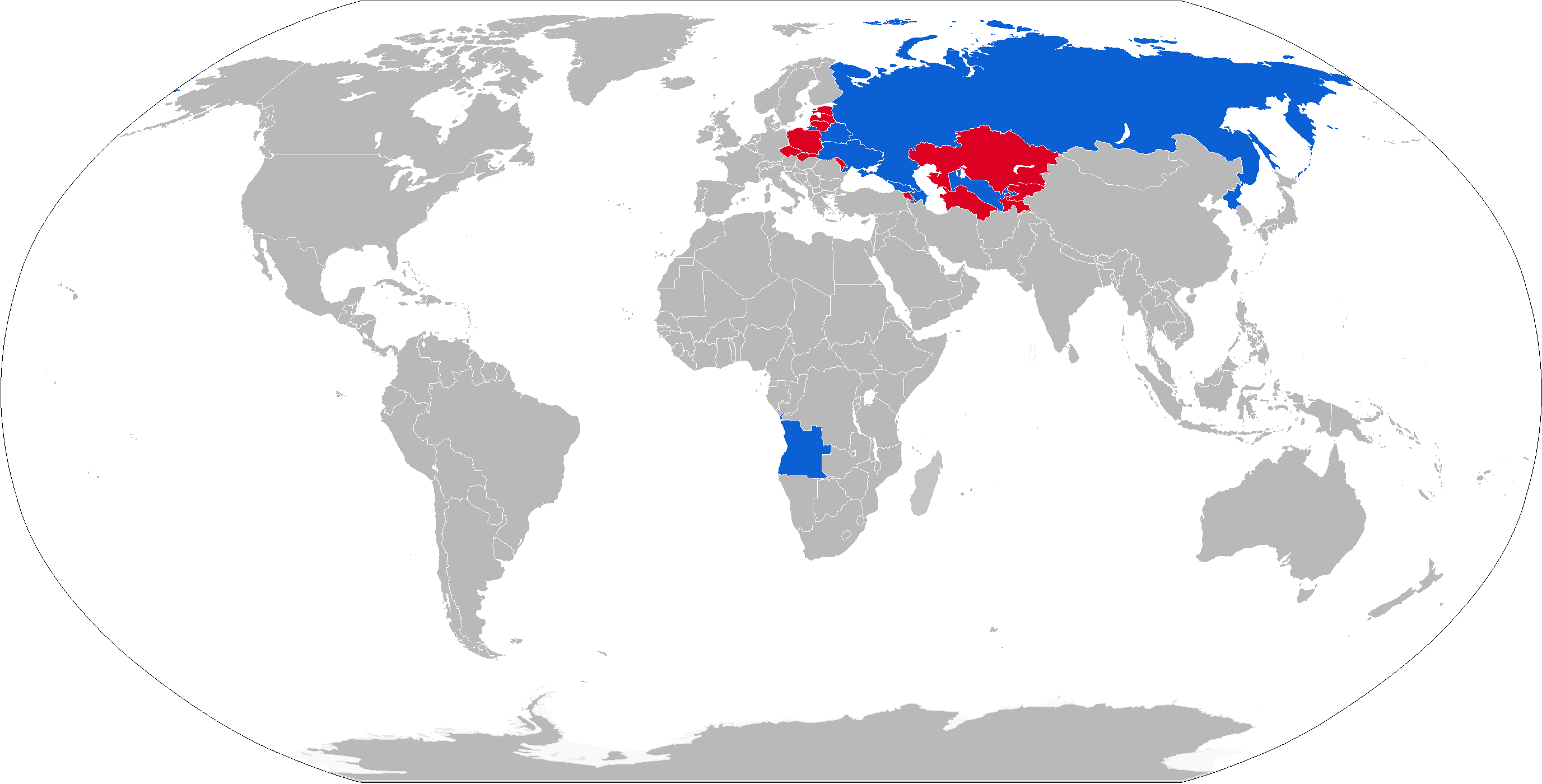
Карта операторов 2С7 «Пион» на 2020 год

### Современные
- Ангола — 12 единиц 2С7 на вооружении по состоянию на 2024 год[18]
- Азербайджан — 12 единиц 2С7 на вооружении по состоянию на 2024 год[19]
- Грузия — 1 единица 2С7 на вооружении по состоянию на 2024 год[20]
- Россия — 50 единиц 2С7М и 75 единиц 2С7 на вооружении и 160 единиц 2С7 на хранении по состоянию на 2024 год[21]
- Узбекистан — 48 единиц 2С7 на вооружении по состоянию на 2024 год[22]
- Украина — 20 единиц на вооружении по состоянию на 2024 год[23]

### Бывшие
- Болгария — количество и статус неизвестны[10]
- Польша — 8 единиц 2С7 поставлены из СССР в 1989 году[24], сняты с вооружения.
- СССР — 347 единиц 2С7, по состоянию на 1990 год[6], перешли к образовавшимся после распада государствам.
  -  Беларусь — 36 единиц 2С7, по состоянию на 2010 год[25], сняты с вооружения.
- Чехословакия — 12 единиц 2С7 поставлены из СССР в период с 1987 по 1989 год[24], перешли к Чехии.
  -  Чехия — количество и статус неизвестны[10].

#### Непризнанные
- Южная Осетия — как минимум 1 (трофейная) единица 2С7 по состоянию на 2021 год[26]

## Служба и боевое применение

### Организационная структура
Самоходная пушка 2С7 поступала на вооружение отдельных самоходно-артиллерийских дивизионов артиллерийских бригад большой мощности артиллерии резерва Верховного Главнокомандования Сухопутных войск СССР. Стандартный дивизион насчитывал по 3 батареи из четырёх самоходных пушек 2С7 (итого 12 САУ в дивизионе). Каждая бригада насчитывала по 2 дивизиона САУ 2С7 и 2 дивизиона самоходных миномётов 2С4, однако дивизионы 2С4 могли заменяться на САУ 2С7
В ВС России пушки 2С7 находятся на вооружении артиллерийских бригад армейского подчинения — по одному пушечному артдивизиону (12 единиц) в каждой И также в 45-й артиллерийской бригаде большой мощности окружного подчинения.

### Служба
Самоходные пушки 2С7 состояли на вооружении следующих формирований:
1. 13-я тяжёлая артиллерийская бригада: 48 единиц 2С7 по состоянию на 1990 год[6].
2. 184-я артиллерийская бригада большой мощности: 48 единиц 2С7 по состоянию на 1990 год[6].
3. 188-я артиллерийская бригада большой мощности: 48 единиц 2С7 по состоянию на 1990 год[6].
4. 228-я артиллерийская бригада большой мощности: 45 единиц 2С7 по состоянию на 1990 год[6].
5. 289-я артиллерийская бригада большой мощности: 48 единиц 2С7 по состоянию на 1990 год[6].
6. 303-я гвардейская пушечная артиллерийская Калинковичская дважды Краснознаменная орденов Суворова и Кутузова бригада большой мощности, вч пп 50432, п. Розенкруг, гарнизон Альтенграбов, ГДР)[10].
7. 384-я артиллерийская бригада большой мощности: 48 единиц 2С7 по состоянию на 1990 год[6].

1. Пермский ПСХ: 25 единиц 2С7 по состоянию на 2000 год[30].
2. в/ч 31969. 45-я артиллерийская бригада большой мощности: 16 единиц 2С7 по состоянию на 2017 год[29];
3. в/ч 02561. 9-я гвардейская артиллерийская бригада: 12 единиц (1 дивизион) 2С7 по состоянию на 2019 год[28];
4. в/ч н/д. 30-я артиллерийская бригада: 12 единиц 2С7 по состоянию на 2019 год[28];
5. в/ч 59361. 120-я гвардейская артиллерийская бригада: 12 единиц 2С7 по состоянию на 2019 год[28];
6. в/ч 02901. 165-я артиллерийская бригада: 12 единиц 2С7 по состоянию на 2019 год[28];
7. в/ч 48271. 200-я артиллерийская бригада: 12 единиц 2С7 по состоянию на 2019 год[28];
8. в/ч 21797. 227-я артиллерийская бригада: 12 единиц 2С7 по состоянию на 2019 год[28];
9. в/ч н/д. 236-я артиллерийская бригада: 12 единиц 2С7 по состоянию на 2019 год[28];
10. в/ч 30683. 288-я артиллерийская бригада: 12 единиц 2С7 по состоянию на 2019 год «отсутствуют. Только Мста-С»[28];
11. в/ч 64670. 291-я гвардейская артиллерийская бригада: 12 единиц 2С7 по состоянию на 2019 год[28];
12. в/ч 39255. 305-я гвардейская артиллерийская бригада: 12 единиц 2С7 по состоянию на 2019 год[28];
13. в/ч 32755. 385-я гвардейская артиллерийская бригада: 12 единиц 2С7 по состоянию на 2019 год[28].

### Боевое применение
За время эксплуатации в Советской армии самоходные пушки «Пион» ни разу не применялись ни в одном вооружённом конфликте, однако интенсивно использовались в артиллерийских бригадах большой мощности ГСВГ. После подписания Договора об обычных вооружённых силах в Европе все самоходные пушки «Пион» и «Малка» были выведены из состава Вооружённых сил РФ и передислоцированы в СибВО и ДальВО.
В 2008 году в ходе войны в Грузии грузинской стороной использовалась батарея из шести САУ 2С7. При отступлении грузинские войска спрятали все шесть САУ 2С7 в районе Гори. Одна из 5 обнаруженных осетинскими войсками САУ 2С7 была захвачена в качестве трофея, остальные — уничтожены.
Азербайджанские 2С7 применялись в ходе Второй карабахской войны.
Существуют свидетельства присутствия «Пионов» в зоне вооружённого конфликта на востоке Украины в составе ВСУ и пророссийских формирований.
В ходе вторжения России на Украину применяется обеими сторонами.

## Оценка установки
|                                            | 2С7   | M110A2 | М1978 Коксан | 2С7М  | AL FAO  | NORINCO 203 mm |
| ------------------------------------------ | ----- | ------ | ------------ | ----- | ------- | -------------- |
| Начало серийного производства              | 1976  | 1978   |              | 1986  | опытная | опытная        |
| Боевая масса, т                            | 45    | 28,35  | 40           | 46,5  | 48      |                |
| Экипаж, чел.                               | 7     | 5      |              | 6     |         |                |
| Калибр орудия, мм                          | 203,2 | 203,2  | 170          | 203,2 | 210     | 203,2          |
| Длина ствола, клб                          | 55,3  | 39,5   |              | 55,3  | 53      | 45,5           |
| Углы ВН, град.                             | 0…+60 | −2…+65 |              | 0…+60 | 0…+55   |                |
| Углы ГН, град.                             | 30    | 60     |              | 30    | 80      |                |
| Возимый боезапас, выстр.                   | 4     | 2      | —            | 8     |         |                |
| Максимальная дальность стрельбы ОФС, км    | 37,4  | 24     | 40           | 37,4  | 45      | 40             |
| Максимальная дальность стрельбы АР ОФС, км | 47,5  | 30     | 60           | 47,5  | 57,3    | 50             |
| Максимальная дальность стрельбы КАС, км    | 30,4  | 24     |              | 30,4  |         |                |
| Масса ОФС, кг                              | 110   | 90,7   |              | 110   | 109,4   | 95,9           |
| Боевая скорострельность, выстр/мин         | 1,5   | 1,5    | 0,2—0,4      | 2,5   |         |                |
| Калибр зенитного пулемёта, мм              | 12,7  | —      | —            | 12,7  |         |                |
| Максимальная скорость по шоссе, км/ч       | 50    | 54,7   | 40           | 50    | 80      | 80             |
| Запас хода по шоссе, км                    | 675   | 525    | 300          | 675   |         |                |

В 1970-е годы Советским Союзом была реализована программа переоснащения Советской армии новыми образцами артиллерийского вооружения. Первым образцом стала самоходная гаубица 2С3, представленная общественности в 1973 году, за ней последовали: 2С1 в 1974 году, 2С4 в 1975 году, и в 1979 году были представлены 2С5 и 2С7. Благодаря новой технике СССР существенно повысил живучесть и манёвренность своих артиллерийских войск. К моменту начала серийного производства САУ 2С7, на вооружении США уже находилась 203-мм корпусная самоходная пушка M110. В 1975 году 2С7 существенно превосходила M110 по основным параметрам: дальности стрельбы ОФС (37,4 км против 16,8 км), возимому боекомплекту (4 выстрела против 2), удельной мощности (17,25 л.с./т против 15,4), однако при этом САУ 2С7 обслуживало 7 человек против 5 на M110. В 1977 и 1978 годах на вооружение армии США поступили усовершенствованные самоходные пушки M110A1 и M110A2, отличавшиеся увеличенной до 30 км максимальной дальностью стрельбы, однако и они не смогли по этому параметру превзойти САУ 2С7. Выгодным отличием «Пиона» от САУ M110 является полностью бронированное шасси, в то время как у M110 бронировано только моторно-трансмиссионное отделение.
Попытки создания систем, аналогичных M110 и 2С7, предпринимались в Ираке. В середине 1980-х годов была начата разработка 210-мм самоходной пушки AL FAO. Пушка создавалась как ответ на иранские M107, причём орудие должно было существенно превосходить эту САУ по всем параметрам. В результате был изготовлен, а в мае 1989 года продемонстрирован опытный образец САУ AL FAO. Самоходная артиллерийская установка представляла собой шасси самоходной гаубицы G6, на котором было установлено 210-мм орудие. Самоходная установка была способна развивать скорость на марше до 80 км/ч. Длина ствола составляла 53 калибра. Стрельба могла вестись как обычными 109,4-кг осколочно-фугасными снарядами с донной выемкой и максимальной дальностью стрельбы в 45 км, так и снарядами с донным газогенератором с максимальной дальностью стрельбы до 57,3 км. Однако последовавшие в начале 1990-х годов экономические санкции против Ирака помешали дальнейшей разработке орудия, и проект не вышел за стадию опытных образцов.
В середине 1990-х китайская компания Norinco на базе M110 разработала опытный образец 203-мм самоходной пушки с новой артиллерийской частью. Причиной разработки была неудовлетворительная дальность стрельбы САУ M110. Новая артиллерийская часть позволила увеличить максимальную дальность стрельбы осколочно-фугасными снарядами до 40 км, а активно-реактивными до 50 км. Кроме того, САУ могла вести огонь управляемыми, ядерными снарядами, а также кассетными снарядами-постановщиками противотанковых мин. Далее изготовления опытного образца разработки не продвинулись.
В результате завершения ОКР «Пион» на вооружение артиллерийских бригад большой мощности Советской армии поступила САУ, воплотившая в себе самые передовые идеи конструирования самоходных орудий большой мощности. Для своего класса САУ 2С7 обладала высокими эксплуатационными характеристиками (манёвренностью и относительно небольшим временем перевода САУ в боевое положение и обратно). Благодаря калибру 203,2 мм и максимальной дальности стрельбы осколочно-фугасными снарядами, самоходная пушка «Пион» имела высокую боевую эффективность: так, за 10 минут огневого налёта, САУ способна «доставить» к цели около 500 кг взрывчатого вещества. Проведённая в 1986 году модернизация до уровня 2С7М позволила этой САУ соответствовать требованиям, предъявляемым к перспективным артиллерийским системам вооружения на период до 2010 года. Единственным недостатком, отмечаемым западными специалистами, была открытая установка орудия, не позволяющая защищать экипаж при работе на позиции от осколков снарядов или огня противника. Дальнейшее совершенствование системы предлагалось проводить путём создания управляемых снарядов типа «Смельчак», дальность стрельбы которыми могла бы составить до 120 км, а также улучшения условий работы экипажа САУ. Фактически же, после вывода из состава Вооружённых сил Российской Федерации и передислоцирования в Восточный военный округ, большинство САУ 2С7 и 2С7М было отправлено на хранение, а в эксплуатации осталась лишь малая их часть.

## Где можно увидеть
- Россия:
  - п. Архангельское, Московская область — Музей техники Вадима Задорожного;
  - Верхняя Пышма, Свердловская область — Музейный комплекс УГМК;
  - Москва — Центральный музей Вооружённых сил;
  - Пенза — территория Пензенского артиллерийского инженерного института;
  - Санкт-Петербург — Военно-исторический музей артиллерии, инженерных войск и войск связи;
  - Санкт-Петербург — территория Михайловской военно-артиллерийской академии;
  - Тольятти — Технический музей имени К. Г. Сахарова;
  - д. Падиково, Московская область — Музей отечественной военной истории.
  - Брянская область — Мемориальный комплекс Партизанская поляна.
- Беларусь:
  - д. Лошаны — Историко-культурный комплекс «Линия Сталина».
- Казахстан:
  - Астана — Музей вооружения и военной техники Вооружённых сил Республики Казахстан;
- Польша:
  - Познань — Музей армии в Познани[пол.];
  - Торунь — Музей артиллерии в Торуни[пол.].
- США:
  - Портола-Вэлли[англ.] — Музей бронетехники Жака Литтлфилда[англ.].
- Украина:
  - Шостка — Шосткинский краеведческий музей.

САУ 2С7 «Пион» в музеях
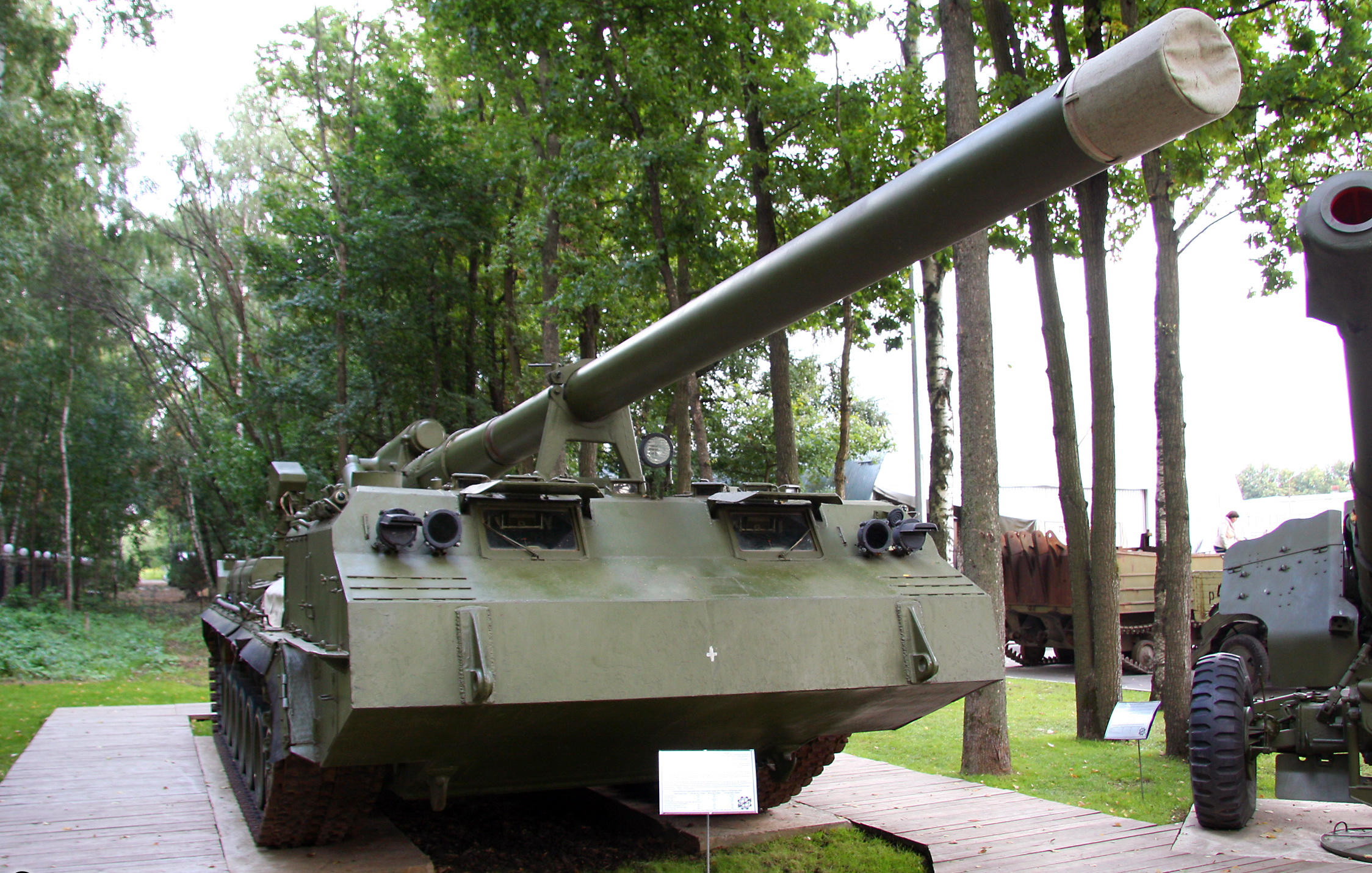
Музей техники Вадима Задорожного
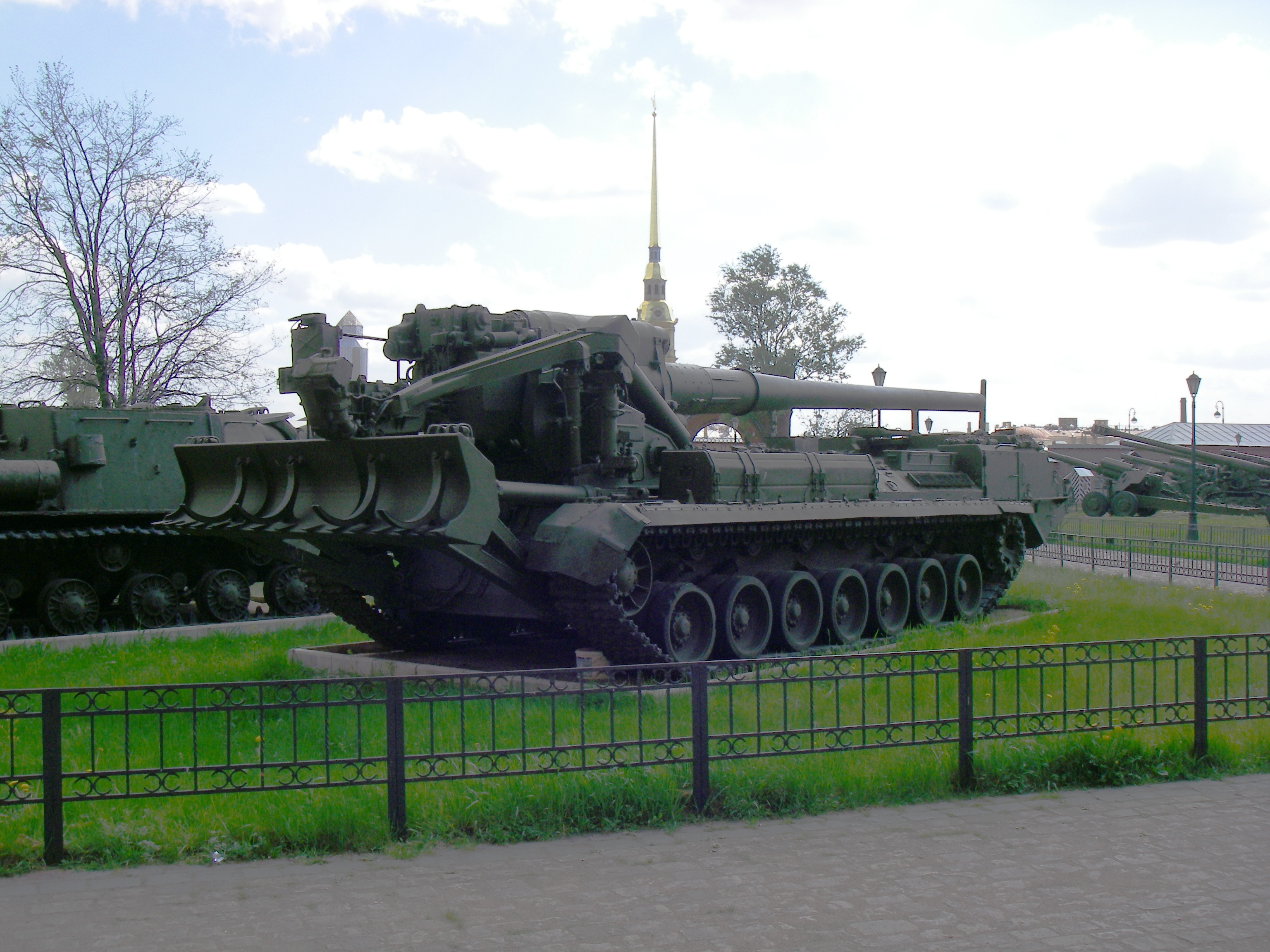
Военно-исторический музей артиллерии, инженерных войск и войск связи
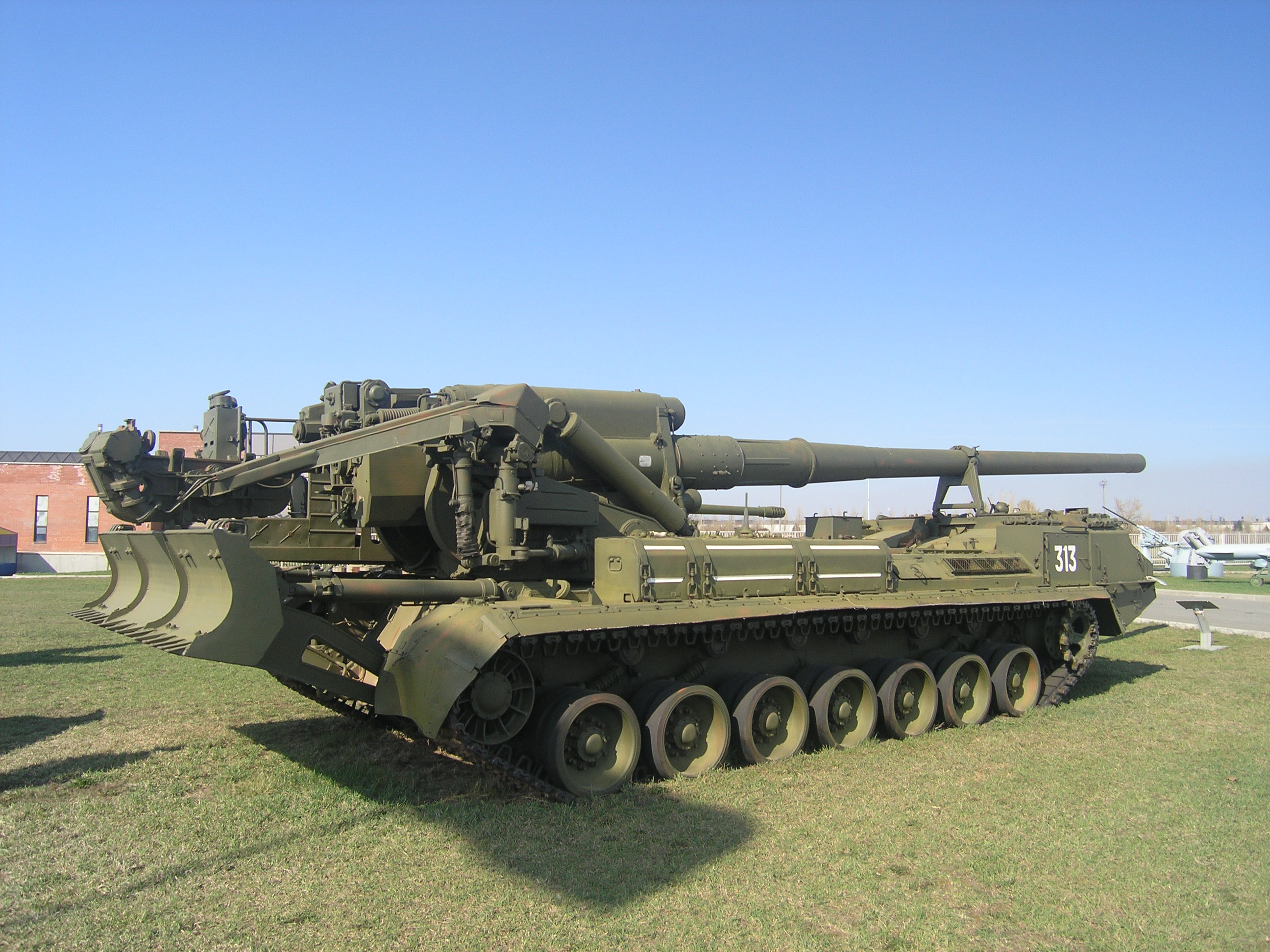
Технический музей имени К. Г. Сахарова
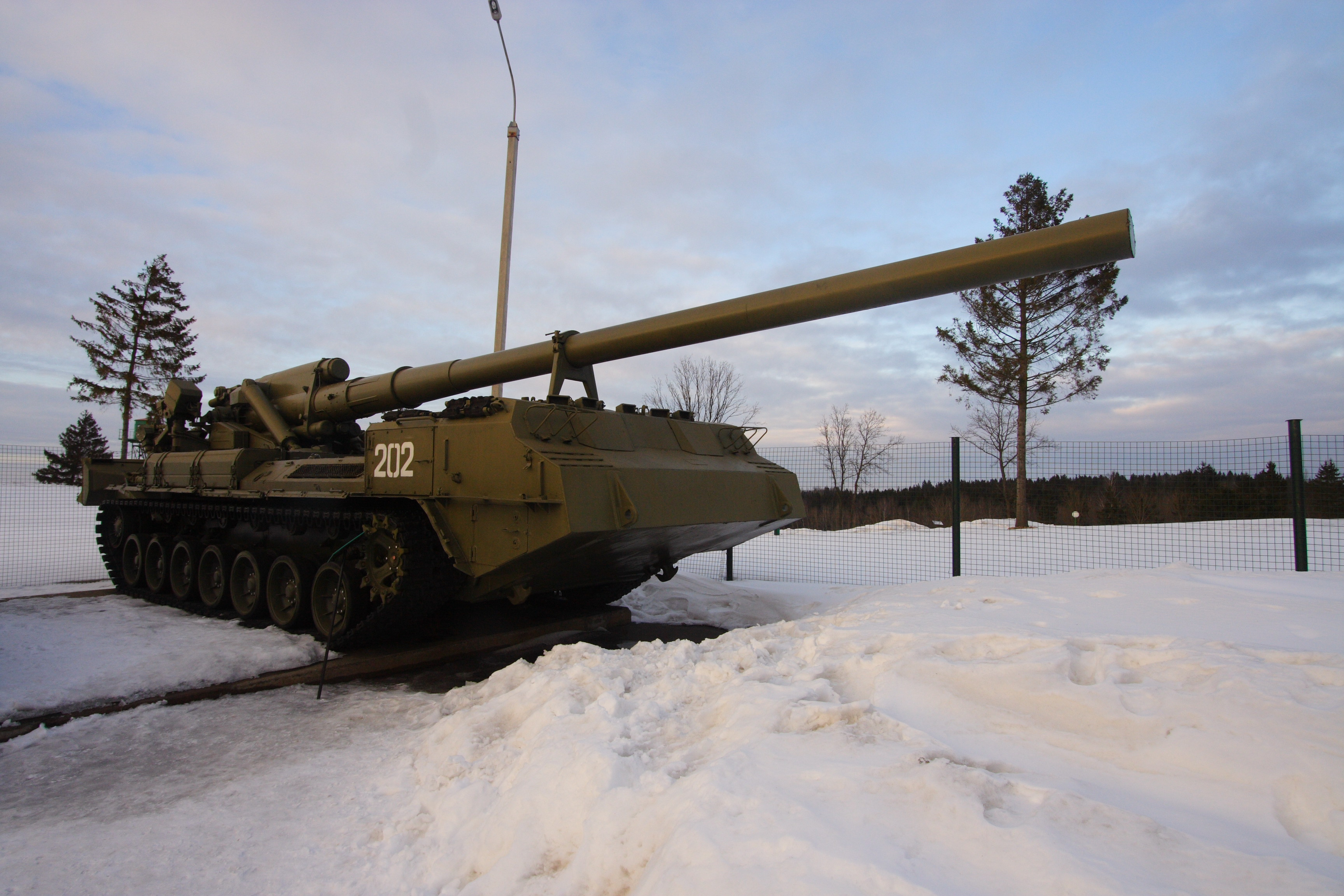
Историко-культурный комплекс «Линия Сталина»
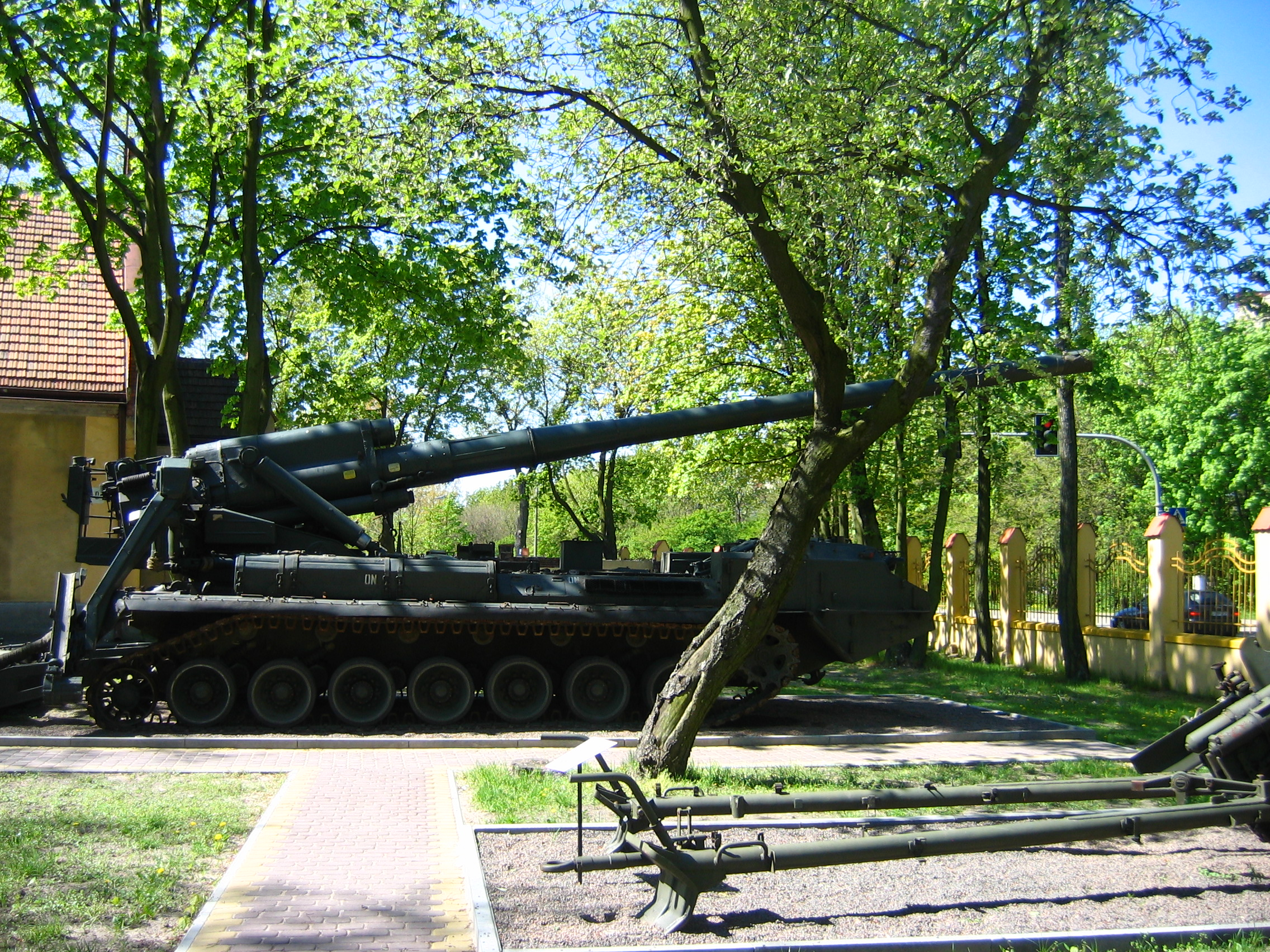
Музей артиллерии в Торуни
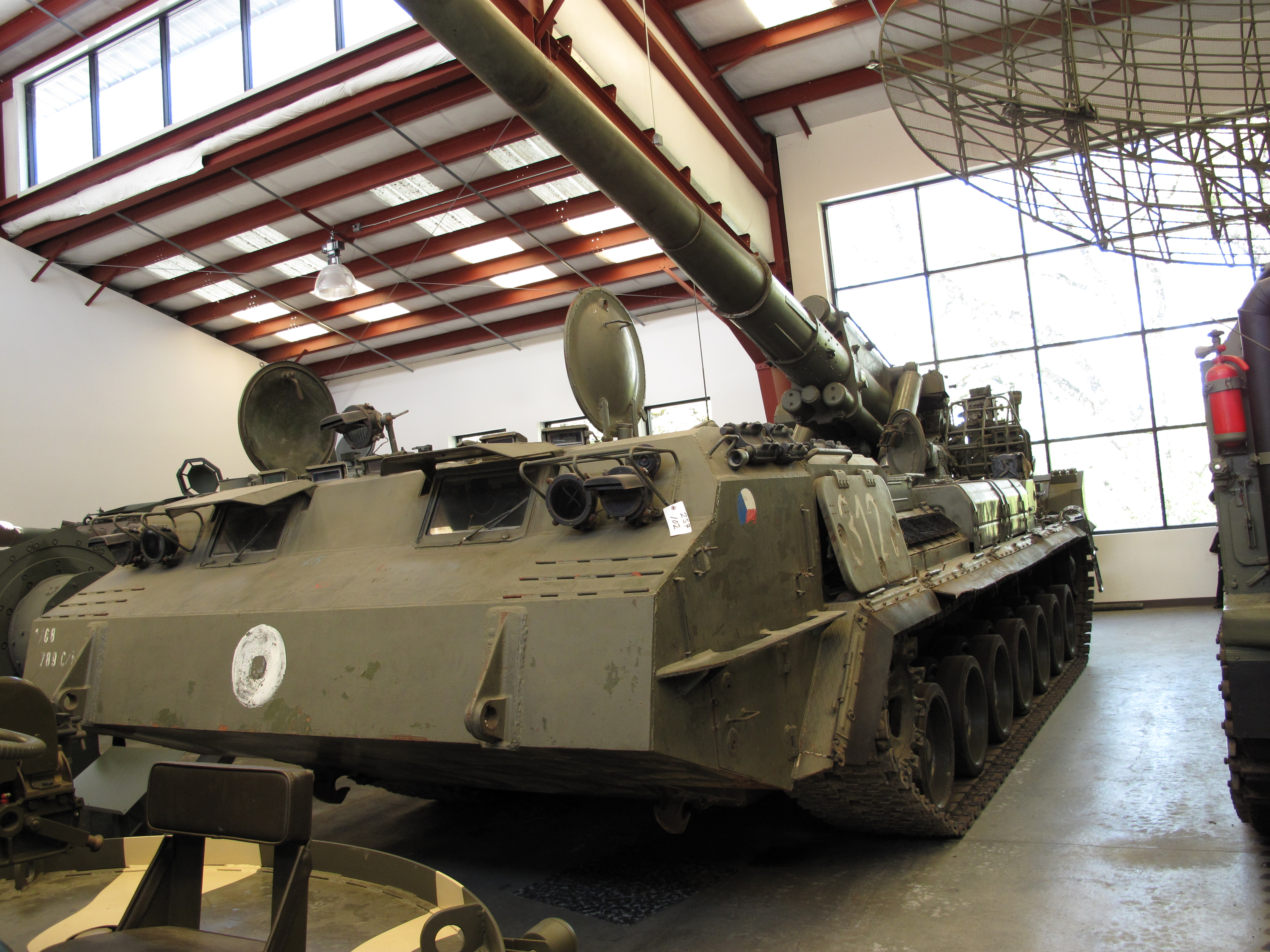
Музей бронетехники Жака Литтлфилда
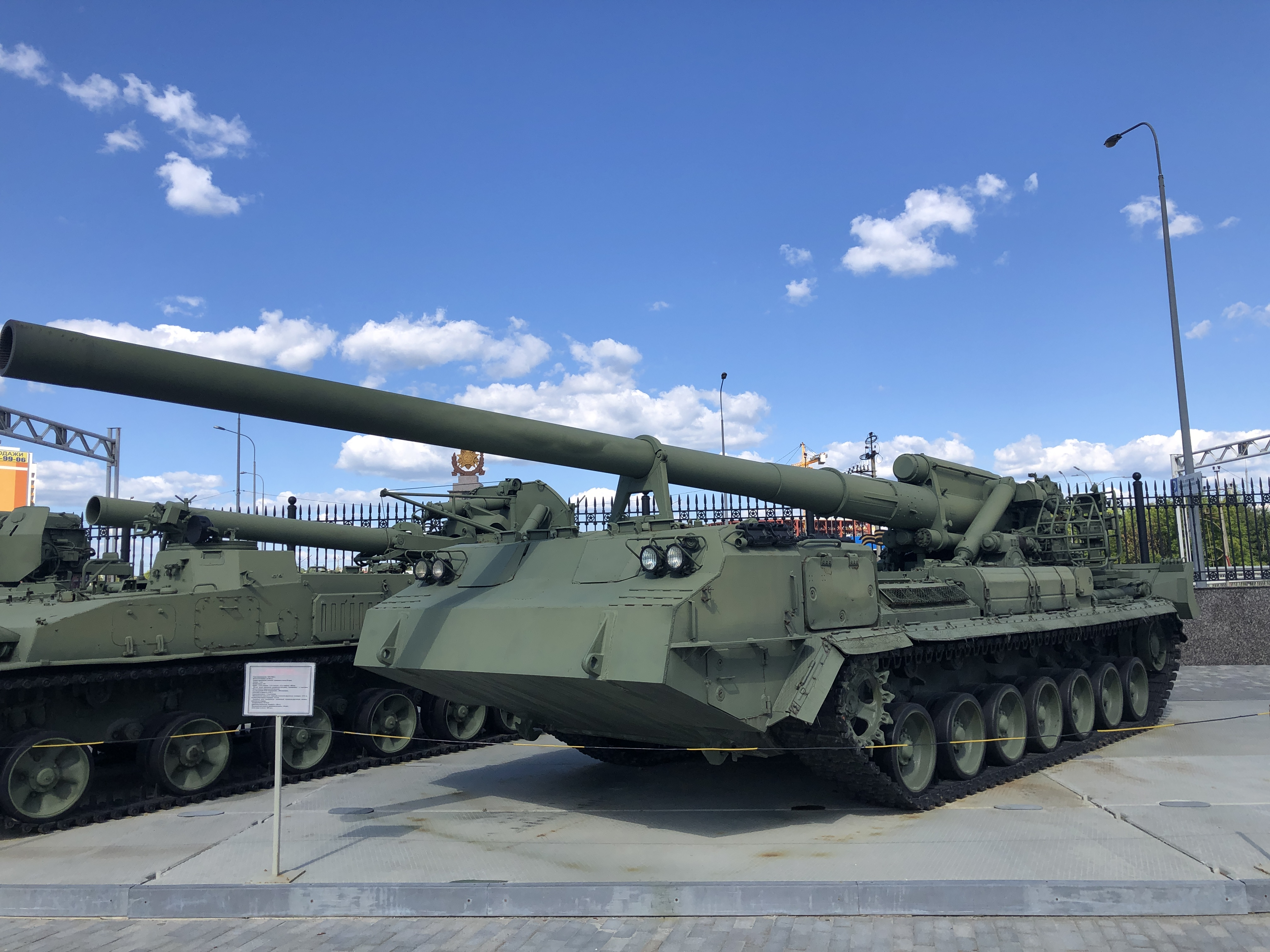
Экспонат в Музейном комплексе УГМК, Верхняя Пышма, Свердловская область
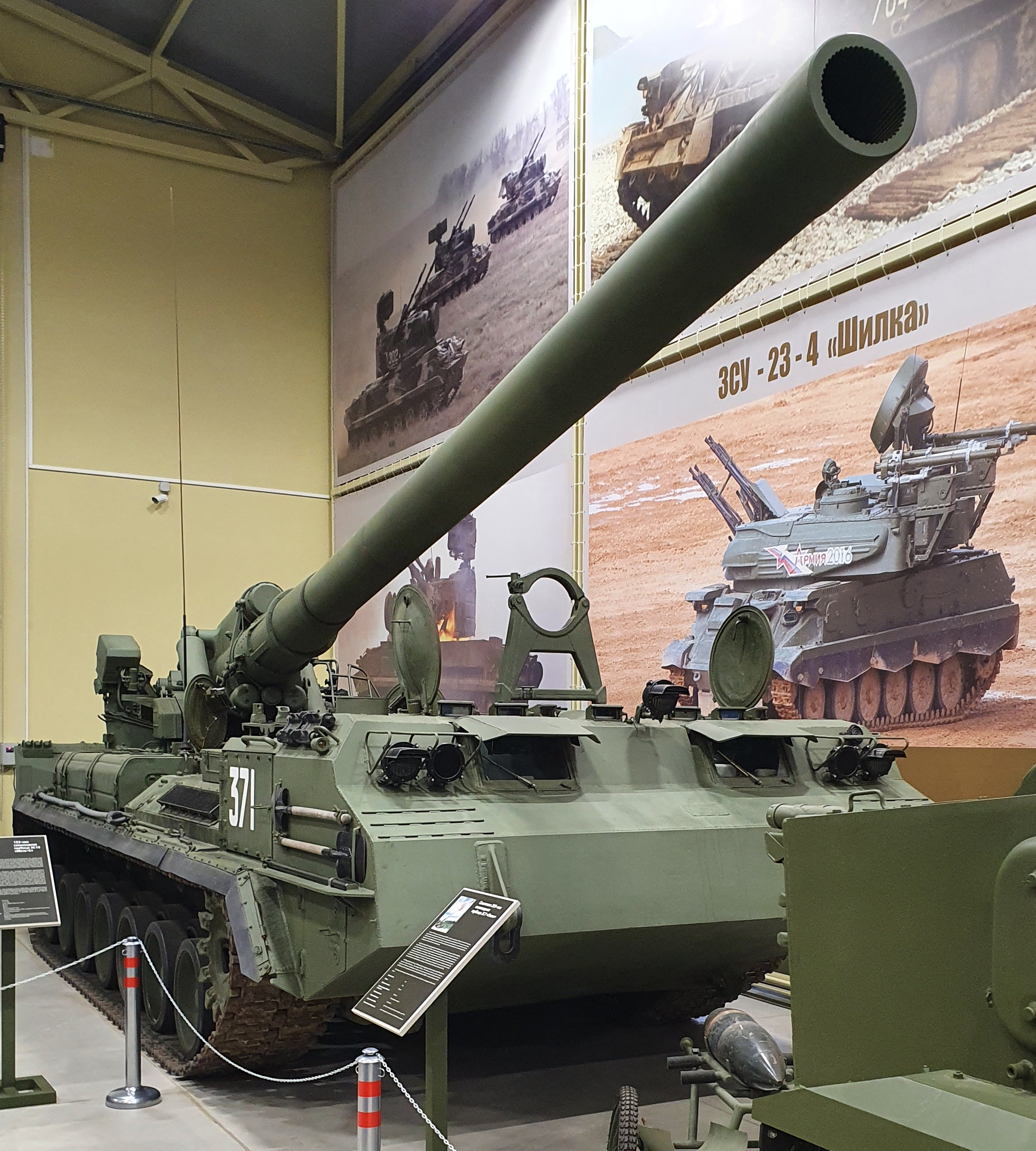
Экспонат в Музее отечественной военной истории, Падиково, Московская область

### Сноски
1. ↑  На максимальном заряде.
2. ↑  Не принят на вооружение.